# Finanțare
Finanțarea (alocarea de fonduri) reprezintă actul prin care o organizație sau companie furnizează resurse financiare, sub formă de bani sau alte valori (precum efortul sau timpul), cu scopul de a finanța o nevoie, un program sau un proiect. În general, acest termen este utilizat în contextul în care o firmă își folosește rezervele interne pentru a-și satisface nevoile financiare, în timp ce termenul de finanțare externă este utilizat atunci când firma obține capital din surse externe.
Sursele de finanțare includ creditul, capitalul de risc, donațiile, granturile, economiile, subvențiile și impozitele. Modalitățile de finanțare precum donațiile, subvențiile și granturile, care nu prezintă condiții de rambursare intră în categoria „soft funding” sau „crowdfunding”. Finanțarea care facilitează schimbul de capital propriu într-o societate de investiții printr-un portal de finanțare online precum Jumpstart our Business Startups Act (, „JOBS Act din 2012”) (SUA) este cunoscută sub numele de equity crowdfunding.
Fondurile pot fi alocate pentru finalități pe termen scurt sau pe termen lung.

## Economie

Fluxul de fonduri de la creditor la debitor.

În economie, fondurile sunt injectate pe piața de capital de către creditori și luate ca împrumuturi de către debitori. Există două modalități prin care capitalul poate ajunge la debitor. Creditorul își poate împrumuta cu dobândă capitalul unui intermediar financiar. Acești intermediari financiari reinvestesc apoi banii la o rată mai mare. Utilizarea intermediarilor financiari pentru finanțarea de operațiuni este denumită finanțare indirectă. Creditorul poate apela, de asemenea, la piețele financiare pentru a împrumuta direct unui debitor. Această metodă se numește finanțare directă.

## Scopul finanțării

### Finanțarea activității de cercetare
Este folosită pentru cercetare, în domeniile tehnologiei sau al științelor sociale. Finanțarea activității de cercetare se împarte în finanțare comercială și non-comercială. Departamentele de cercetare și dezvoltare ale unei firme asigură finanțarea cercetării comerciale, în timp ce, finanțarea non-comercială a cercetării se poate obține prin intermediul actelor de caritate, consiliilor de cercetare, sau agențiilor guvernamentale. Organizațiile care necesită o astfel de finanțare, trebuie să treacă, în general, prin selecții competitive. Doar cele care au cel mai mare potențial sunt alese. Finanțarea este esențială în asigurarea sustenabilității anumitor proiecte.

### Lansarea unei afaceri
Antreprenorii cu un concept de afaceri doresc să  acumuleze toate resursele necesare, inclusiv capital înainte de a se aventura într-o piață. Finanțarea este parte a procesului, întrucât unele companii au nevoie de sume inițiale mari, pe care persoanele fizice nu le posedă de altfel. Aceste fonduri de lansare sunt esențiale pentru a demara o idee de afaceri, fără acestea, antreprenorii neavând capacitatea de a-și realiza conceptele în lumea afacerilor.

### Utilizarea investițiilor
Societățile de administrare a fondurilor adună sume de bani de la mai mulți investitori și le utilizează pentru achiziționarea titluri de valoare. Aceste fonduri sunt gestionate de către manageri de investiții profesioniști, care pot genera profituri mai mari cu riscuri reduse prin diversificarea activelor. Aceste fonduri pot ajunge la câteva milioane sau chiar miliarde. Scopul acestor activități de finanțare este, în principal, acela de a urmări profitul la nivel individual sau organizațional.

## Metode de finanțare

### Fondurile alocate de Guvern
Guvernul poate aloca fonduri unor proiecte de care beneficiază publicul. Această alocare a fondurilor este realizată în mod direct sau prin intermediul agențiilor guvernamentale, după o serie de selecții a studenților, cercetătorilor sau chiar organizațiilor. Autoritățile care analizează fiecare cerere diferă de la o țară la alta, însă există în fiecare țară cel puțin doi evaluatori inter pares și o comisie internă responsabilă cu atribuirea premiilor pentru cercetare. Comisia responsabilă cu premiile de cercetare se întrunește cu scopul de a discuta lista cererilor de finanțare. O nouă selecție și un nou clasament sunt realizate. Proiectele sunt finanțate și concurenții sunt informați.

### Crowdfunding
Crowdfunding-ul se împarte în două tipuri: crowdfunding bazat pe recompensă și crowdfunding bazat pe capital. În primul tip, firmele mici ar putea să își pre-vândă un produs sau serviciu pentru a începe o afacere, în timp ce, în cel de-al doilea tip, susținătorii cumpără un anumit număr de acțiuni ale unei firme în schimbul unei sume de bani. În crowdfunding-ul bazat pe recompensă, proiectanții își stabilesc un obiectiv de finanțare și un termen-limită. Oricine este interesat poate pune gaj pe proiecte. Proiectele trebuie să ajungă la suma vizată pentru a fi efectuate. Odată ce proiectelor le-au fost alocate fonduri suficiente, proiectanții trebuie să se asigure că își îndeplinesc promisiunile privitoare la termenul-limită și livrarea produselor sau serviciilor lor.

### Atragerea investitorilor
Pentru a atrage capital, acesta trebuie solicitat de la investitorii care sunt interesați în investițiile respective. Trebuie să le prezentați investitorilor proiecte rentabile. Prin prezentarea unor proiecte cu potențial ridicat de rentabilitate, investitorii sunt mai atrași să investească. După o anumită perioadă, de obicei după un an, profitul investițiilor este împărțit cu investitorii. Acest lucru îi mulțumește pe investitori, iar șansele ca ei să investească în continuare cresc. Dacă profitul nu atinge nivelul destinat, dorința investitorilor de a-și investi banii în fondurile proiectelor de afaceri scade considerabil. Prin urmare, stimulentele financiare sunt un factor determinant în menținerea finanțării la nivelul dorit.

## Cum poate fi mărită șansa de a primi fonduri

### Întocmirea unui plan bun înainte de a trimite aplicația
Familiarizarea cu cerințele schemei de aplicare specifice este crucială, deoarece neîndeplinirea acestor cerințe va rezulta în respingerea aplicației, încă din prima etapă de revizuire. 
Înainte de a planifica cererea, cei care doresc să primească fonduri trebuie să se asigure că sunt în măsură să îndeplinească toate criteriile de evaluare. Finanțatorii au propriile lor priorități de cercetare, astfel că o concentrare pe cel mai potrivit finanțator și potrivirea proiectului în gama lor de priorități ar duce la o rată de succes mai mare. Este necesară pregătirea unei liste cu întrebări pe care inspectorii le-ar adresa eventual în timpul unui interviu și răspunsurilor eficiente pentru a contracara aceste întrebări.

### Demonstrarea faptului că proiectul este bine gândit
Finanțatorii își doresc întotdeauna să vadă că s-a depus efort în pregătirea proiectelor. Este esențială oferirea unui sentiment de seriozitate și dorința de a finaliza cu succes proiectele care sunt destinate. Este recomandată utilizarea unor dovezi ale planificării; aceasta este o declarație solidă care convinge finanțatorii că cei care solicită fondurile sunt siguri cu privire la proiectul propus. Se recomandă estimarea cu precizie a tuturor costurilor care s-ar putea ivi, inclusiv cele care nu sunt evidente. În plus, trebuie demonstrat faptul că cei care solicită fondurile sunt capabili să gestioneze proiectele până când acestea sunt pe deplin lansate. Finanțatorii doresc să știe că fondurile oferite ar putea genera efecte importante asupra oamenilor care beneficiază de ele. Rezultatul pozitiv este, de asemenea, un factor important de luat în considerare.